# 2019 UO14
2019 UO14는 태양과 토성의  L4 라그랑주점 주위에서 발견된 최초의 토성 트로이군 소행성이다. 2019년 10월 23일 미국 하와이주 할리아칼라 천문대의 Pan-STARRS 1 망원경으로 발견하였다. 아마도 수천 년 전에  포획되었고, 다른 외행성의 영향으로 2019 UO14가 현재의 토성 트로이 궤도에서 벗어날 때까지 1,000년 더 머무를 것이다.

## 궤도
토성이 2019 UO14를 포획하기 전에는 센타우로스군 소행성이었을 것이다. 2000년 전, 토성이 L4 라그랑주점에 가두어 트로이군 소행성으로 만들었다. 그러나 목성과 천왕성의 지속적인 끌어당김으로 인해 결국 2019 UO14는 토성 트로이군 궤도에서 이탈할 것이다. 토성은 중력이 크기 때문에 더 많은 토성 트로이군 소행성이 발견될 것으로 추정된다.

## 참고문헌
- Hui 許, Man-To 文韜; Wiegert, Paul A.; Weryk, Robert; Micheli, Marco; Tholen, David J.; Deen, Sam; Walker, Andrew J.; Wainscoat, Richard (2024년 11월 1일). “2019 UO 14: A Transient Trojan of Saturn”. 《The Astrophysical Journal Letters》 975 (1): L3. doi:10.3847/2041-8213/ad84ef. ISSN 2041-8205.
- Pan, Nicolas; Gallardo, Tabaré (2025). “An attempt to build a dynamical catalog of present-day solar system co-orbitals”. 《Celestial Mechanics and Dynamical Astronomy》 137. arXiv:2410.20015. doi:10.1007/s10569-024-10234-y.